# Star City (fumetto)
Star City è una città immaginaria che compare nelle storie a fumetti pubblicate dalla DC Comics, più nota per essere la casa tradizionale dei supereroi conosciuti come, associati a o che condividono l'identità di Freccia Verde. A parte ciò, è anche conosciuta da molti altri supereroi dell'universo DC sia come città di porto sia come paradiso per gli artisti di vari campi, dalla pittura ai video, alla musica. Riprende aspetti della realtà dell'area di San Francisco ed Oakland.

## Storia
Secondo diverse pubblicazioni, Star City fu incorporata come città con il suo nome corrente oltre duecento anni fa.
Prima di trasferirsi per prestare servizio prima a Metropolis e poi a Gotham City, Maggie Sawyer cominciò la sua carriera di ufficiale di polizia a Star City.
Il primo vigilante in costume a servire come sindaco fu Thomas "Steelclaw" Bolt, che adottò la sua persona in borghese come costume criminale, così da poter tenere sotto controllo il crimine locale. Morì durante il tentativo.
Durante gli anni che Freccia Verde passò lontano da Star City, almeno un altro vigilante operò in costume: Chase Lawler, uno dei tanti conosciuti col nome di Manhunter.
L'ultima storia di Green Arrow prima di One Year Later ebbe protagonisti Doctor Light e Merlino il Mago che facevano detonare degli esplosivi, lasciando quasi un terzo di Star City nel caos in quella che fu conosciuta come "Il Disastro di Amsterdam Avenue".
Nella storia di One Year Later, Freccia Verde divenne il sindaco di Star City.

## Ubicazioni attraverso i secoli
L'ubicazione di Star City, come quella di Metropolis, Gotham City, Fawcett City e tutte le altre città dell'Universo DC, fu incerta per molti anni, con numerose descrizioni durante i decenni, inclusi il Grande Lago negli anni sessanta e la Baia del Massachusetts dagli anni settanta fino alla seconda metà degli ottanta. In un riferimento degli anni '70, fu affermato che Star City fosse in Connecticut. Tutt'oggi la California del nord fu nominata suo insediamento, più specificatamente nella regione di San Francisco Bay.
Almeno una mappa fu pubblicata nel 1985 e fu occasionalmente modificata dalla Mayfair Games durante gli anni che la compagnia tenne la licenza dei diritti di adattamento dei personaggi per la produzione dei giocattoli della DC Comics, dettagliando la posizione geografica di Star City. Sebbene l'atlante piazzasse Star City nella Pacific Coast della California, a nord di San Francisco, il progetto utilizzato per la mappa della città somigliava alla geografia della Chicago metropolitana, ma al contrario, così che fosse sul lato Michigan del Lago Michigan. Così, il quartiere di "East Gary" era approssimativamente dove si trova la vera Gary, nell'Indiana, ma essa si trovava vicino all'Oceano Pacifico invece che al Lago Michigan.
In Birds of Prey n. 119, Star City fu raffigurata nella regione di San Francisco Bay, sebbene le altre mappe pubblicate erroneamente sostituì Star City a San Francisco. Anche la città di Platinum Flats, la casa dei Birds al momento della pubblicazione, fu descritta come lontana "solo mezz'ora" da Star City.

## Caratteristiche della città

### Confini
Tra i più noti confini stabiliti da varie squadre di Freccia Verde includevano le seguenti:
Star BridgeQuesto ponte sospeso è uno dei primi confini visibili della città, conosciuto per una scultura gigante a forma di stella sulla cima di ogni torre del ponte, e connette Star City a varie regioni.
Il Museo GrellChiamato così da Mike Grell, che scrisse ed illustrò un'era definitiva di Freccia Verde negli anni '80.
Stadio PappChiamato così da George Papp, uno dei cocreatori di Freccia Verde degli anni quaranta.

### Quartieri
Quartieri conosciuti includono:
Il "Triangolo"A lungo combattuto dalle varie fazioni di crimine organizzato della città fino all'intervento del criminale freelance Deadshot come descritto nella sua seconda mini-serie.
Lamb ValleyDettagliato nelle pagine dell'edizione da collezione "Straight Shooter" di Green Arrow.
The South EndIntrodotto in Green Arrow vol. 3 n. 60, a seguito degli eventi di Crisi Infinite e 52.
The GladesNominato in Green Arrow vol. 3 n. 61. Uno dei distretti direttamente adiacente a South End.
Orchid BayLa sezione del centro, e sito del Municipio. Nominato in Green Arrow vol. 3 n. 63.
Adam HeightsNominato in Green Arrow vol. 3 n. 67. Presumibilmente nominato in onore dell'artista Neil Adams, a lungo associato a Freccia Verde.

## Statistiche
La popolazione di Star City in Green Arrow (City Walls pt.3) ammontava all'incirca a 5 milioni di persone.

## Squadre sportive
Star City Rockets: Baseball, giocano nello Stadio Papp.
Star City Thunder: Pallacanestro, giocano nel Tinder-Smith Garden.

## Altri media
- Star City fu brevemente menzionata da Lex Luthor nella serie televisiva Smallville nell'episodio "Fantasmi del passato" della sesta stagione. In "Bomba a orologeria", Tobias fu mandato a Star City perché Oliver Queen disse che avrebbe acconsentito ad un trapianto di cornea. Un computer generò un panorama di Star City in The Oliver Queen Chronicles dello spin-off di Smallville. Nell'episodio "Il matrimonio" dell'ottava stagione di Smallville, Jimmy Olsen fu inviato a Star City per essere medicato dopo essere stato gravemente ferito da Doomsday. La Star City di Smallville sarebbe ubicata intorno all'area della Baia dato che Smallville è locata in Kansas.
- La città, stavolta chiamata "Starling City", è la location principale della serie TV Arrow. La serie è incentrata sul personaggio di Oliver Queen/Arrow, con la compresenza minore di Dinah Laurel Lance/Black Canary, Deathstroke, Huntress, Dark Arrow e Barry Allen/Flash. Nella terza stagione della serie, Ray Palmer/Atom avvia un progetto di rinnovamento della città, cambiandone il nome in Star City.